# 法蔵 (百済)
法蔵（ほうぞう、生没年不詳）は、飛鳥時代の僧侶。百済からの渡来人。

## 経歴
時期からして白村江の戦いで倭国に亡命した渡来人の一人だと思われる。
『日本書紀』巻第二十九によると、天武天皇14年（685年）、仏教の在家信者（優婆塞）の益田金鐘とともに美濃（岐阜県南部）に派遣され、天皇の病を治療するために白朮（オケラ）を煎じた。これによって絁・綿・布をあたえられた。同年11月、金鐘とともに10月に煎じた白朮の薬を献上している。
その後、陰陽博士になり、持統天皇6年（692年）、天皇の伊勢行幸に関与して、銀二十両を賜与されている。